# Cyphon corectorum
Cyphon corectorum is een keversoort uit de familie moerasweekschilden (Scirtidae). De wetenschappelijke naam van de soort werd in 1945 gepubliceerd door Nyholm.